# Parata della vittoria di Mosca del 1945

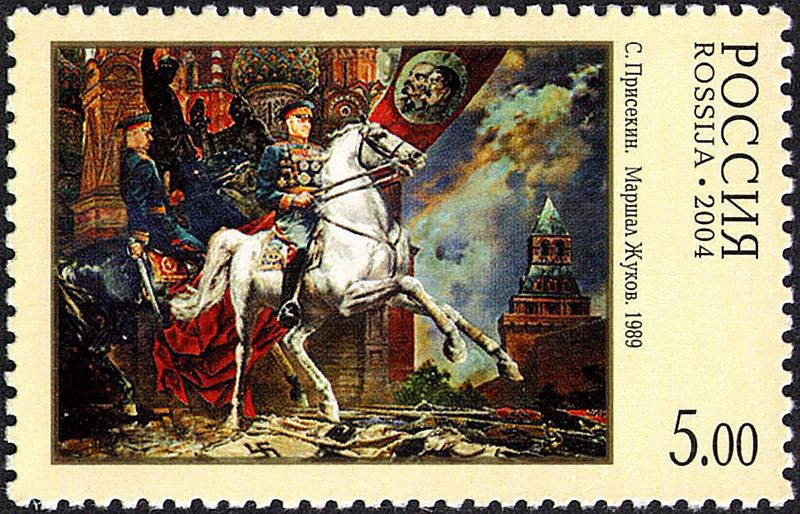
Francobollo russo del 2004

La parata di vittoria dell'Unione Sovietica sul Terzo Reich è una parata militare sulla Piazza Rossa di Mosca organizzata in occasione della vittoria militare dell'Unione Sovietica sulla Germania nazista.
La parata militare fu annunciata il 22 giugno 1945, quattro anni dopo l'inizio dell'operazione Barbarossa e un anno dopo l'operazione Bagration.
Il maresciallo Georgy Zhukov comandò una parata di cavalli bianchi e Stalin la accettò. Al termine della sfilata, in un gesto simbolico, 200 soldati della NKVD gettarono sul marciapiede davanti al mausoleo di Lenin centinaia di bandiere della Wehrmacht catturate, tra cui quelle della 1. SS-Panzer-Division "Leibstandarte SS Adolf Hitler". Il fotografo Yevgeny Khaldei scrisse nel suo diario di guerra: "Era uno spettacolo indescrivibile. Non c'era nessuno nella piazza che non avesse le lacrime agli occhi."
Altre tre parate del giorno della Vittoria si sono tenute in Unione Sovietica: nel 1965, 1985 e 1990. Nella Federazione Russa la parata si svolge ogni anno dal 1995.